# Vicente Dutra
Vicente Dutra este oraș și o municipalitate din statul Rio Grande do Sul (RS), Brazilia.